# Puebla de Obando
Puebla de Obando è un comune spagnolo di 2 062 abitanti situato nella comunità autonoma dell'Estremadura.